# Васильков Микола Корнилович
Васильков Микола Корнилович (23 квітня 1902, Вітебськ — 4 липня 1973, Москва) — радянський військовик, генерал-лейтенант артилерії.

## Біографія
Народився 23 квітня 1902 року у Вітебську. Росіянин.
В лавах Червоної Армії з червня 1918 року. Під час Українсько-радянської війни воював у складі 17-ї радянської стрілецької дивізії проти українських військ.
Учасник Радянсько-польської війни 1920 року як ад'ютант командира стрілецького батальйону.
У 1924 році закінчив 4-ту Київську артилерійську школу. Проходив службу в 1-му зенітно-артилерійському полку Ленінградського ВО на посадах командира взводу, начальника розвідки дивізіону.
З червня 1927 року — командир батареї 73-го окремого зенітно-артилерійського дивізіону того ж округу.
З жовтня 1927 року — на навчанні у Військово-технічній академії РСЧА імені Ф. Е. Дзержинського. Після її закінчення у 1931 році призначений командиром і комісаром 40-го окремого розвідувального артилерійського дивізіону.
З липня 1932 року — в ад'юнктурі Військової артилерійської академії РСЧА імені Ф. Е. Дзержинського. З березня 1934 року — викладач, а з березня 1935 року — начальник лабораторії бойового використання артилерії цієї ж академії.
З липня 1936 року — начальник штабу 3-ї окремої бригади ППО в Закавказькому ВО, а з липня 1937 року — командир цієї бригади.
З травня 1938 року — начальник артилерії 3-го корпусу ППО (м. Баку), з жовтня — тво начальника Тбіліського гірсько-артилерійського училища, з січня 1939 року — помічник начальника Севастопольського училища зенітної артилерії. З жовтня 1939 року — викладач кафедри стрільби зенітної артилерії Артилерійської академії РСЧА ім. Ф. Е. Дзержинського.
З травня 1941 року — командир 8-ї окремої бригади ППО.
З травня 1942 року — начальник артилерії Московського фронту ППО, з листопада — начальник Горьковського училища зенітної артилерії, з грудня — командувач Уральським дивізійним районом ППО.
З квітня 1943 року — командувач Воронезько-Борисоглєбським дивізійним районом ППО (з червня — Воронезький, з жовтня — Курський, з листопада — Київський корпусний район ППО).
1 вересня 1943 року присвоєно військове звання генерал-майор артилерії.
З квітня 1944 року до кінця війни — командир 7-го корпусу ППО.
У повоєнні роки продовжував командувати 7-м корпусом, згодом — командир 5-го корпусу ППО.
З квітня 1949 року — начальник Управління бойової підготовки зенітної артилерії військ ППО СРСР.
З червня 1950 року — командувач зенітною артилерією Московського району ППО.
31 травня 1954 року присвоєно військове звання генерал-лейтенант артилерії.
З серпня 1955 року — командувач зенітною артилерією військ ППО, а з травня 1956 року — командувач зенітно-реактивними військами і зенітною артилерією військ ППО СРСР.
З квітня 1959 року — 1-й заступник начальника Військової командної академії ППО з навчальної роботи, начальник навчального відділу. З жовтня 1960 року — заступник начальника цієї ж академії.
У травні 1962 року вийшов у відставку.
Помер 4 липня 1973 року в Москві. Похований на Новодівочому цвинтарі.

## Нагороди
Нагороджений орденом Леніна (21.02.1945), трьома орденами Червоного Прапора (01.08.1943, 03.11.1944, 20.06.1949), орденами Кутузова 2-го ступеня (01.07.1944), Вітчизняної війни 1-го ступеня (17.11.1945) та медалями.

## Родина
Дочка генерала М. К. Василькова — радянська актриса Василькова Зоя Миколаївна була одружена з актором Юрієм Чекулаєвим.